# Campodorus gallicator
Campodorus gallicator là một loài tò vò trong họ Ichneumonidae.